# Prosopocera kaszabi
Prosopocera kaszabi är en skalbaggsart som beskrevs av Stefan von Breuning 1969. Prosopocera kaszabi ingår i släktet Prosopocera och familjen långhorningar.
Artens utbredningsområde är Ghana. Inga underarter finns listade i Catalogue of Life.